# 阿普季·阿勞季諾夫
阿普季·阿羅諾維奇·阿劳季諾夫（羅馬化：Apti Aronovich Alaudinov；1973年10月5日—），俄羅斯車臣共和國政治人物及軍事人物，軍銜中将。其自2024年4月起擔任俄羅斯聯邦武裝力量總軍事政治部副部長。自2022年起擔任艾哈邁德特種部隊指揮官。

## 生平
阿劳季諾夫於1973年10月5日出生在斯塔夫羅波爾邊疆區普列德戈爾諾耶區戈爾內，家中有著蘇聯軍官的背景。
他於新謝利茨基區新燈塔果樹農場中學學業，隨後在莫斯科國立法律大學斯塔夫羅波爾分校就讀。
2001年，他在車臣國立大學取得法律副博士學位，並成為註冊律師。
在第一次車臣戰爭期間，阿劳季諾夫的父親和哥哥在與伊奇克里亞車臣共和國軍隊的戰鬥中犧牲。一個月後，俄羅斯軍隊進攻格羅茲尼，阿劳季諾夫的叔叔和遠房表兄弟也在戰鬥中遇難。在這些戰鬥中，阿劳季諾夫家族失去約二十名親屬。

## 事蹟

### 政治
阿劳季諾夫在2001年之前曾擔任檢察機關工作人員。由於當地的戰鬥行動，他轉職至內務部，擔任內務部人事司徵兵部門督察。
從2002年到2004年，他在車臣共和國內務部安全局擔任多個職位。2004年7月，他被任命為車臣共和國內務部安全局偵查部副主任。
自2005年11月起，他擔任車臣共和國內務部打擊組織犯罪司司長，負責該部門的創建工作。
2006年，車臣共和國首腦拉姆贊·卡德羅夫任命阿劳季諾夫為監督流離失所者臨時住宿中心生活規範執行情況的特別委員會主任。
2009年3月，他被任命為車臣共和國司法部部長。
2009年4月，他被任命為車臣共和國內務部刑事警察副局長。
2011年6月13日，根據俄羅斯總統弗拉基米爾·普京的總統令，他被任命為車臣共和國內務部副部長兼警察局局長。2021年3月，普京簽署第149號總統令，根據該命令，阿劳季諾夫被免職。自2022年起，他擔任車臣共和國經濟與公共安全委員會秘書。根據《高加索結》報導指，由於俄羅斯《新報》訪問一名卡德羅夫軍前士兵，其目擊阿劳季諾夫法外處決的車臣異見人士，故導致其被免職。
2012年6月，阿劳季諾夫獲得「警察少將」的軍銜，因此成為俄羅斯內務部最年輕的將軍。2022年11月，阿劳季諾夫獲得「少將」軍銜。
2013年，他於莫斯科國立大學，並在哲學博士В.И.科瓦倫科教授的指導下，完成題為《區域身份認同作為全國性政治身份認同形成的基礎》的政治學博士候選人學位論文（專業代號23.00.02——政治機構、過程與技術）。
2024年4月，他被任命為俄羅斯聯邦武裝力量總軍事政治部副部長。

### 軍事
2022年3月17日，車臣共和國首腦卡德羅夫宣佈再派遣1000名士兵參與俄羅斯入侵烏克蘭，這些士兵將由阿劳季諾夫指揮。
2023年2月，據報導指，阿劳季諾夫遭到毒信襲擊，信件中含有毒素。
2023年6月，阿劳季諾夫被確認為卡德羅夫軍的指揮官。
2024年4月，丹麥和瑞典政府發佈報告，將阿劳季諾夫列為四名車臣領袖之一。
2024年5月，自由歐洲電台／自由電台援引俄羅斯反對派消息指出，在阿劳季諾夫協助整合前瓦格納集團成員進入卡德羅夫軍步兵團後，他在俄羅斯當局中建立良好聲譽，並在卡德羅夫健康欠佳的傳聞中，被俄羅斯國防部視為接替卡德羅夫的可能人選。
2024年6月，阿劳季諾夫被派往進攻烏克蘭哈爾科夫州。
2024年8月8日，阿劳季諾夫接受訪問時承認烏克蘭入侵俄羅斯庫爾斯克州對俄羅斯造成損失。阿劳季諾夫聲稱他的部隊無法阻止烏克蘭的前進，因為基輔的部隊繞過關鍵據點。他批評俄羅斯國防部高級官員無能，對即將到來的入侵視而不見，稱「事實證明，據我所知，國防部的一些領導人有如騙子，最終連自己也被蒙蔽了。」
2024年12月9日，根据俄罗斯总统普京签署的法令被授予中将军衔。

## 榮譽
- 俄羅斯聯邦英雄（2022年8月1日）[34][35][8]
- 盧甘斯克人民共和國英雄（2022年）[19]
- 車臣共和國英雄（2023年10月6日）[36]
- 卡德羅夫勳章（2007年）[34][19]
- 車臣共和國榮譽公民（2022年7月6日）[37]
- 勇氣勳章（3次）[34]

## 制裁
2014年，阿劳季諾夫因侵犯人權被列入美國制裁名單。2018年，拉脫維亞禁止他入境。2020年，英國對阿劳季諾夫實施制裁，稱其「對車臣LGBT社群實施酷刑和其他侵犯人權行為負責」。
2022年，他因「直接支持俄羅斯聯邦對烏克蘭的侵略」而被列入波蘭制裁名單。2023年11月7日被列入烏克蘭制裁名單。

## 著作
- А. А. 阿劳季諾夫 《身份認同的科學解析：本質特徵與類型的主要定義方法》//《俄羅斯民族通訊》——2010年，第3期，第196-205頁。
- А. А. 阿劳季諾夫 《「政治身份認同」概念的定義問題》//《俄羅斯民族通訊》——2011年，第1-2期，第226-230頁。
- А. А. 阿劳季諾夫 《作為政治學研究對象的區域身份認同特徵》//《俄羅斯民族通訊》——2011年，第3期，第74-85頁。
- А. А. 阿劳季諾夫 《現代俄羅斯全國性政治身份認同的形成：問題與前景》//《俄羅斯民族通訊》——2011年，第4-5期，第69-81頁。
- А. А. 阿劳季諾夫 《民族與族群作為民族政治過程的主體》//《政治區域研究與民族政治學：理論方法與現實問題論文集》。第III卷——莫斯科：「社會政治思想」出版社，2011年，第12-25頁。
- А. А. 阿劳季諾夫 《政治身份認同與國家安全》//《交通政策與政治溝通：理論方法與現實問題論文集》。第III卷：地緣政治與國家安全——莫斯科：「社會政治思想」出版社，2011年，第79-87頁。
- А. А. 阿劳季諾夫 《在當代挑戰下的政治溝通與區域政治身份認同》//《交通發展問題與前景：國際科學實踐會議論文集》。——莫斯科：莫斯科國立交通大學，2011年，第10-12頁。
- А. А. 阿劳季諾夫 《政治身份認同作為國家與公民社會發展的因素》//《交通政策與政治溝通：理論方法與現實問題論文集》。第IV卷：國家與公民社會的互動——莫斯科：莫斯科國立交通大學，2012年，第70-84頁。
- А. А. 阿劳季諾夫 《區域身份認同——全國性政治身份認同形成的基礎：專著》/ 科學編輯：В. Х. 阿卡耶夫；負責編輯：В. В. 切爾努斯；車臣國立師範學院；南方聯邦大學社會學與區域研究所區域研究中心——頓河畔羅斯托夫：科學與教育基金會，2015年。——208頁。——550冊。——ISBN 978-5-9906245-5-9。